# Молодіжний чемпіонат Європи з футболу 2021
Чемпіонат Європи з футболу 2021 серед молодіжних команд — міжнародний футбольний турнір під егідою УЄФА серед молодіжних збірних команд країн зони УЄФА.
Спочатку чемпіонат планували провести в період з 9 по 26 червня 2021 року. Але чере те що перенесли Євро 2020 через пандемію COVID-19 на червень-липень 2021 року. 17 червня 2020 УЄФА оголосила, що турнір відбудеться в два етапи: з 24 по 31 березня 2021 груповий етап, а з 31 травня по 6 червня 2021 плей-оф.

## Формат
У відбірному турнірі беруть участь представники всіх асоціацій-членів УЄФА. Спочатку вони змагаються на груповому етапі, після чого переможці груп виходять до фінальної частини. Господарі вирішального раунду отримують там місце автоматично.
У рамках фінального турніру учасники розбиваються на чотири групи, переможці та команди, що посіли другі місця в групах виходять до плей-оф.

## Регламент
Регламент чемпіонату Європи серед молоді до 21 року був розроблений адміністрацією УЄФА, потім погоджений з Комітетом національних збірних, а далі переданий на затвердження Виконавчого комітету УЄФА.
У молодіжному чемпіонаті Європи-2021 можуть брати участь гравці, народжені після 1 січня 1998 року включно.

## Учасники
| Збірна     | Найвищі досягнення                      |
| ---------- | --------------------------------------- |
| Угорщина   | Господар; Півфінал (1986)               |
| Словенія   | Господар; Дебют                         |
| Росія      | Чемпіони (1980, 1990)                   |
| Швейцарія  | Друге місце (2011)                      |
| Нідерланди | Чемпіони (2006, 2007)                   |
| Данія      | Півфінал (1992, 2015)                   |
| Іспанія    | Чемпіони (1986, 1998, 2011, 2013, 2019) |
| Англія     | Чемпіони (1982, 1984)                   |
| Франція    | Чемпіони (1988)                         |
| Італія     | Чемпіони (1992, 1994, 1996, 2000, 2004) |
| Португалія | Друге місце (1994, 2015)                |
| Чехія      | Чемпіони (2002)                         |
| Німеччина  | Чемпіони (2009, 2017)                   |
| Хорватія   | Груповий етап (2000, 2004, 2019)        |
| Румунія    | Півфінал (2019)                         |
| Ісландія   | Груповий етап (2011)                    |

## Фінальне жеребкування
| Збірна    | Коефіцієнт |
| --------- | ---------- |
| Іспанія   | 40,620     |
| Німеччина | 38,490     |
| Франція   | 37,147     |
| Англія    | 36,846     |

| Збірна     | Коефіцієнт |
| ---------- | ---------- |
| Італія     | 36,361     |
| Данія      | 36,088     |
| Португалія | 35,863     |
| Нідерланди | 32,686     |

| Збірна   | Коефіцієнт |
| -------- | ---------- |
| Румунія  | 32,198     |
| Хорватія | 31,902     |
| Чехія    | 29,648     |
| Росія    | 29,162     |

| Збірна                | Коефіцієнт |
| --------------------- | ---------- |
| Швейцарія             | 28,059     |
| Ісландія              | 26,071     |
| Словенія (позиція B1) | 25,851     |
| Угорщина (позиція A1) | 21,318     |

## Міста та стадіони

### Словенія
| Цельє             | Копер             | Любляна           | Марибор           | Цельє Копер Любляна Мариборclass=notpageimage\| Місце проведення |
| З'дежеле          | Боніфіка          | Стожиці           | Людські врт       | Цельє Копер Любляна Мариборclass=notpageimage\| Місце проведення |
| Місткість: 13.059 | Місткість: 04.047 | Місткість: 16.155 | Місткість: 12.702 | Цельє Копер Любляна Мариборclass=notpageimage\| Місце проведення |
|                   |                   |                   |                   | Цельє Копер Любляна Мариборclass=notpageimage\| Місце проведення |

### Угорщина
| Будапешт          | Дьєр              | Секешфегервар      | Сомбатгей         | Будапешт Дьєр Секешфегервар Сомбатгейclass=notpageimage\| Місце проведення |
| Йожеф Божик       | Менф'ю            | МОЛ Арена Шошто    | Галадаш           | Будапешт Дьєр Секешфегервар Сомбатгейclass=notpageimage\| Місце проведення |
| Місткість: 08.468 | Місткість: 04.335 | Місткість: 014.201 | Місткість: 09.859 | Будапешт Дьєр Секешфегервар Сомбатгейclass=notpageimage\| Місце проведення |
|                   |                   |                    |                   | Будапешт Дьєр Секешфегервар Сомбатгейclass=notpageimage\| Місце проведення |

## Склади
Кожна національна команда мала подати заявку з 23 гравців, троє з яких повинні бути воротарями. Участь могли взяти лише гравці, народжені 1 січня 1998 року або пізніше. Якщо гравець отримав серйозну травму, команда могла замінити його іншим гравцем до початку турніру.

## Груповий етап

### Група A
| Поз | Команда      | І | В | Н | П | ГЗ | ГП | РГ | О | Кваліфікація |
| --- | ------------ | - | - | - | - | -- | -- | -- | - | ------------ |
| 1   | Нідерланди   | 3 | 1 | 2 | 0 | 8  | 3  | +5 | 5 | Плей-оф      |
| 2   | Німеччина    | 3 | 1 | 2 | 0 | 4  | 1  | +3 | 5 | Плей-оф      |
| 3   | Румунія      | 3 | 1 | 2 | 0 | 3  | 2  | +1 | 5 |              |
| 4   | Угорщина (H) | 3 | 0 | 0 | 3 | 2  | 11 | −9 | 0 |              |

| 24 березня 2021 21:00 |

| Угорщина | 0–3      | Німеччина               |
| -------- | -------- | ----------------------- |
|          | Протокол | Нмеча 61' Баку 66', 73' |

| МОЛ Арена Шошто, Секешфегервар Глядачів: 0 Арбітр: Гільєрмо Квадра Фернандес (Іспанія) |

| 24 березня 2021 21:00 |

| Румунія    | 1–1      | Нідерланди |
| ---------- | -------- | ---------- |
| Чобану 20' | Протокол | Схюрс 16'  |

| Йожеф Божик, Будапешт Глядачів: 0 Арбітр: Сандро Шерер (Швейцарія) |

| 27 березня 2021 18:00 |

| Угорщина  | 1–2      | Румунія               |
| --------- | -------- | --------------------- |
| Чонка 56' | Протокол | Мецан 70' Пашчану 87' |

| Йожеф Божик, Будапешт Глядачів: 0 Арбітр: Лоуренс Віссер (Бельгія) |

| 27 березня 2021 21:00 |

| Німеччина | 1–1      | Нідерланди   |
| --------- | -------- | ------------ |
| Нмеча 84' | Протокол | Клюйверт 48' |

| МОЛ Арена Шошто, Секешфегервар Глядачів: 0 Арбітр: Мауріціо Маріані (Італія) |

| 30 березня 2021 18:00 |

| Нідерланди                                                       | 6–1      | Угорщина         |
| ---------------------------------------------------------------- | -------- | ---------------- |
| де Віт 42' Боаду 47' (пен.) Гакпо 58', 70' Ботман 87' Броббі 89' | Протокол | Болла 65' (пен.) |

| МОЛ Арена Шошто, Секешфегервар Глядачів: 0 Арбітр: Сандро Шерер (Швейцарія) |

| 30 березня 2021 18:00 |

| Німеччина | 0–0      | Румунія |
| --------- | -------- | ------- |
|           | Протокол |         |

| Йожеф Божик, Будапешт Глядачів: 0 Арбітр: Гільєрмо Квадра Фернандес (Іспанія) |

### Група В
| Поз | Команда      | І | В | Н | П | ГЗ | ГП | РГ | О | Кваліфікація |
| --- | ------------ | - | - | - | - | -- | -- | -- | - | ------------ |
| 1   | Іспанія      | 3 | 2 | 1 | 0 | 5  | 0  | +5 | 7 | Плей-оф      |
| 2   | Італія       | 3 | 1 | 2 | 0 | 5  | 1  | +4 | 5 | Плей-оф      |
| 3   | Чехія        | 3 | 0 | 2 | 1 | 2  | 4  | −2 | 2 |              |
| 4   | Словенія (H) | 3 | 0 | 1 | 2 | 1  | 8  | −7 | 1 |              |

| 24 березня 2021 18:00 |

| Словенія | 0–3      | Іспанія                          |
| -------- | -------- | -------------------------------- |
|          | Протокол | Пуадо 53' Вільяр 54' Міранда 89' |

| Людські врт, Марибор Глядачів: 0 Арбітр: Франсуа Летекс'є (Франція) |

| 24 березня 2021 18:00 |

| Чехія            | 1–1      | Італія       |
| ---------------- | -------- | ------------ |
| Маджоре 75' (аг) | Протокол | Скамакка 31' |

| З'дежеле, Цельє Глядачів: 0 Арбітр: Денніс Хіглер (Нідерланди) |

| 27 березня 2021 18:00 |

| Словенія  | 1–1      | Чехія           |
| --------- | -------- | --------------- |
| Матко 32' | Протокол | Прелец 86' (аг) |

| З'дежеле, Цельє Глядачів: 0 Арбітр: Гленн Нюберг (Швеція) |

| 27 березня 2021 21:00 |

| Іспанія | 0–0      | Італія |
| ------- | -------- | ------ |
|         | Протокол |        |

| Людські врт, Марибор Глядачів: 0 Арбітр: Гарм Осмерс (Німеччина) |

| 30 березня 2021 21:00 |

| Італія                                            | 4–0      | Словенія |
| ------------------------------------------------- | -------- | -------- |
| Маджоре 10' Распадорі 19' Кутроне 25' (пен.), 50' | Протокол |          |

| Людські врт, Марибор Глядачів: 0 Арбітр: Бартош Франковський (Польща) |

| 30 березня 2021 21:00 |

| Іспанія        | 2–0      | Чехія |
| -------------- | -------- | ----- |
| Гомес 69', 78' | Протокол |       |

| З'дежеле, Цельє Глядачів: 0 Арбітр: Георгій Круашвілі (Грузія) |

### Група C
| Поз | Команда  | І | В | Н | П | ГЗ | ГП | РГ | О | Кваліфікація |
| --- | -------- | - | - | - | - | -- | -- | -- | - | ------------ |
| 1   | Данія    | 3 | 3 | 0 | 0 | 6  | 0  | +6 | 9 | Плей-оф      |
| 2   | Франція  | 3 | 2 | 0 | 1 | 4  | 1  | +3 | 6 | Плей-оф      |
| 3   | Росія    | 3 | 1 | 0 | 2 | 4  | 6  | −2 | 3 |              |
| 4   | Ісландія | 3 | 0 | 0 | 3 | 1  | 8  | −7 | 0 |              |

| 25 березня 2021 18:00 |

| Росія                                                   | 4–1      | Ісландія       |
| ------------------------------------------------------- | -------- | -------------- |
| Чалов 31' (пен.) Тікнізян 42' Захарян 45+2' Макаров 53' | Протокол | Ґудьйонсен 59' |

| Менф'ю, Дьєр Глядачів: 0 Арбітр: Халіл Умут Мелер (Туреччина) |

| 25 березня 2021 21:00 |

| Франція | 0–1      | Данія     |
| ------- | -------- | --------- |
|         | Протокол | Дреєр 75' |

| Галадаш, Сомбатгей Глядачів: 0 Арбітр: Ірфан Пельто (Боснія і Герцеговина) |

| 28 березня 2021 21:00 |

| Росія | 0–2      | Франція                           |
| ----- | -------- | --------------------------------- |
|       | Протокол | Едуар 15' (пен.) Іконе 24' (пен.) |

| Галадаш, Сомбатгей Глядачів: 0 Арбітр: Гільєрмо Квадра Фернандес (Іспанія) |

| 28 березня 2021 15:00 |

| Ісландія | 0–2      | Данія                       |
| -------- | -------- | --------------------------- |
|          | Протокол | Ісаксен 8' Бех Серенсен 15' |

| Менф'ю, Дьєр Глядачів: 0 Арбітр: Халіл Умут Мелер (Туреччина) |

| 31 березня 2021 18:00 |

| Данія                                 | 3–0      | Росія |
| ------------------------------------- | -------- | ----- |
| Бруун Ларсен 10' Дреєр 11' Гольсе 90' | Протокол |       |

| Галадаш, Сомбатгей Глядачів: 0 Арбітр: Мауріціо Маріані (Італія) |

| 31 березня 2021 18:00 |

| Ісландія | 0–2      | Франція               |
| -------- | -------- | --------------------- |
|          | Протокол | Гендузі 17' Едуар 38' |

| Менф'ю, Дьєр Глядачів: 0 Арбітр: Лоуренс Віссер (Бельгія) |

### Група D
| Поз | Команда    | І | В | Н | П | ГЗ | ГП | РГ | О | Кваліфікація |
| --- | ---------- | - | - | - | - | -- | -- | -- | - | ------------ |
| 1   | Португалія | 3 | 3 | 0 | 0 | 6  | 0  | +6 | 9 | Плей-оф      |
| 2   | Хорватія   | 3 | 1 | 0 | 2 | 4  | 5  | −1 | 3 | Плей-оф      |
| 3   | Швейцарія  | 3 | 1 | 0 | 2 | 3  | 6  | −3 | 3 |              |
| 4   | Англія     | 3 | 1 | 0 | 2 | 2  | 4  | −2 | 3 |              |

1. 1 2 3  Забиті голи в матчах між збірними: Хорватія 4, Швейцарія 3, Англія 2.

| 25 березня 2021 21:00 |

| Португалія | 1–0      | Хорватія |
| ---------- | -------- | -------- |
| Вієйра 68' | Протокол |          |

| Боніфіка, Копер Глядачів: 0 Арбітр: Бартош Франковський (Польща) |

| 25 березня 2021 15:00 |

| Англія | 0–1      | Швейцарія |
| ------ | -------- | --------- |
|        | Протокол | Ндоє 78'  |

| Боніфіка, Копер Глядачів: 0 Арбітр: Георгій Круашвілі (Грузія) |

| 28 березня 2021 18:00 |

| Хорватія                                 | 3–2      | Швейцарія                           |
| ---------------------------------------- | -------- | ----------------------------------- |
| Іванушец 8' Моро 61' (пен.) Візінгер 64' | Протокол | Імері 79' (пен.) Куленович 89' (аг) |

| Боніфіка, Копер Глядачів: 0 Арбітр: Денніс Хіглер (Нідерланди) |

| 28 березня 2021 21:00 |

| Португалія                  | 2–0      | Англія |
| --------------------------- | -------- | ------ |
| Мота 64' Трінкан 74' (пен.) | Протокол |        |

| Стожиці, Любляна Глядачів: 0 Арбітр: Франсуа Летекс'є (Франція) |

| 31 березня 2021 18:00 |

| Швейцарія | 0–3      | Португалія                          |
| --------- | -------- | ----------------------------------- |
|           | Протокол | Кейрош 3' Трінкан 60' Консейсан 65' |

| Стожиці, Любляна Глядачів: 0 Арбітр: Гленн Нюберг (Швеція) |

| 31 березня 2021 18:00 |

| Хорватія       | 1–2      | Англія                   |
| -------------- | -------- | ------------------------ |
| Брадарич 90+1' | Протокол | Езе 12' (пен.) Джонс 74' |

| Боніфіка, Копер Глядачів: 0 Арбітр: Гарм Осмерс (Німеччина) |

## Плей-оф
|  | Чвертьфінали              | Чвертьфінали       |                          |       | Півфінали | Півфінали |  |  | Фінал | Фінал |
|  |                           |                    |                          |       |           |           |  |  |       |       |
|  | 31 травня — Будапешт      |                    |                          |       |           |           |  |  |       |       |
|  |                           |                    |                          |       |           |           |  |  |       |       |
|  | Нідерланди                | 2                  |                          |       |           |           |  |  |       |       |
|  | Нідерланди                | 2                  | 3 червня — Секешфегервар |       |           |           |  |  |       |       |
|  | Франція                   | 1                  |                          |       |           |           |  |  |       |       |
|  | Франція                   | 1                  | Нідерланди               | 1     |           |           |  |  |       |       |
|  | 31 травня — Секешфегервар |                    | Нідерланди               | 1     |           |           |  |  |       |       |
|  |                           | Німеччина          | 2                        |       |           |           |  |  |       |       |
|  | Данія                     | Німеччина          | 2                        | 2 (5) |           |           |  |  |       |       |
|  | Данія                     |                    | 6 червня — Любляна       | 2 (5) |           |           |  |  |       |       |
|  | Німеччина пен.            | 2 (6)              |                          |       |           |           |  |  |       |       |
|  | Німеччина пен.            | 2 (6)              | Німеччина                | 1     |           |           |  |  |       |       |
|  | 31 травня — Марибор       |                    | Німеччина                | 1     |           |           |  |  |       |       |
|  |                           | Португалія         | 0                        |       |           |           |  |  |       |       |
|  | Іспанія дч                | Португалія         | 0                        | 2     |           |           |  |  |       |       |
|  | Іспанія дч                | 3 червня — Марибор |                          | 2     |           |           |  |  |       |       |
|  | Хорватія                  | 1                  |                          |       |           |           |  |  |       |       |
|  | Хорватія                  | 1                  | Іспанія                  | 0     |           |           |  |  |       |       |
|  | 31 травня — Любляна       |                    | Іспанія                  | 0     |           |           |  |  |       |       |
|  |                           | Португалія         | 1                        |       |           |           |  |  |       |       |
|  | Португалія дч             | Португалія         | 1                        | 5     |           |           |  |  |       |       |
|  | Португалія дч             |                    |                          | 5     |           |           |  |  |       |       |
|  | Італія                    | 3                  |                          |       |           |           |  |  |       |       |
|  | Італія                    | 3                  |                          |       |           |           |  |  |       |       |

### Чвертьфінали
| 31 травня 2021 18:00 |

| Нідерланди       | 2–1      | Франція       |
| ---------------- | -------- | ------------- |
| Боаду 51', 90+3' | Протокол | Упамекано 23' |

| Божик Арена, Будапешт Глядачів: 1672 Арбітр: Мауріціо Маріані (Італія) |

| 31 травня 2021 21:00 |

| Данія                                                                 | 2–2      | Німеччина                                                    |
| --------------------------------------------------------------------- | -------- | ------------------------------------------------------------ |
| Фагір 69' Нельссон 108' (пен.)                                        | Протокол | Нмеча 88' Буркардт 100'                                      |
|                                                                       | Пенальті |                                                              |
| - Ісаксен - Гольсе - Фагір - Юльманн - Нельссон - Нарті - Крістіансен | 5–6      | - Буркардт - Маєр - Май - Шлоттербек - Нмеча - Піпер - Якель |

| МОЛ Арена Шошто, Секешфегервар Глядачів: 457 Арбітр: Гільєрмо Квадра Фернандес (Іспанія) |

| 31 травня 2021 18:00 |

| Іспанія         | 2–1 дч   | Хорватія               |
| --------------- | -------- | ---------------------- |
| Пуадо 66', 110' | Протокол | Іванушець 90+4' (пен.) |

| Людські врт, Марибор Глядачів: 1 886 Арбітр: Георгій Круашвілі (Грузія) |

| 31 травня 2021 21:00 |

| Португалія                                      | 5–3 дч   | Італія                              |
| ----------------------------------------------- | -------- | ----------------------------------- |
| Мота 6', 31' Рамуш 58' Жота 109' Консейсан 119' | Протокол | Побега 45' Скамакка 60' Кутроне 89' |

| Стожиці, Любляна Глядачів: 1 032 Арбітр: Франсуа Летексьє (Франція) |

### Півфінали
| 3 червня 2021 21:00 |

| Нідерланди | 1–2      | Німеччина    |
| ---------- | -------- | ------------ |
| Схюрс 67'  | Протокол | Віртц 1', 8' |

| МОЛ Арена Шошто, Секешфегервар Глядачів: 1 573 Арбітр: Сандро Шерер (Швейцарія) |

| 3 червня 2021 18:00 |

| Іспанія | 0–1      | Португалія      |
| ------- | -------- | --------------- |
|         | Протокол | Куенка 80' (аг) |

| Людські врт, Марибор Глядачів: 1,910 Арбітр: Гленн Нюберг (Швеція) |

### Фінал
| 6 червня 2021 21:00 |

| Німеччина | 1–0      | Португалія |
| --------- | -------- | ---------- |
| Нмеча 49' | Протокол |            |

| Стожиці, Любляна Глядачів: 4 883 Арбітр: Георгій Круашвілі (Грузія) |

## Бомбардири
Протягом турніру було забито  83 голів у 31 матчах, з середнім показником 2.68 голів за матч.
4 голи
- Лукас Нмеча

3 голи
- Патрік Кутроне
- Майрон Боаду
- Дані Мота
- Хаві Пуадо

2 голи
- Лука Іванушець
- Андерс Дреєр
- Одсонн Едуар
- Рідле Баку
- Флоріан Віртц
- Джанлука Скамакка
- Коді Гакпо
- Перр Схюрс
- Франсішку Консейсан
- Франсішку Трінкан
- Дані Гомес

1 гол
- Домагой Брадарич
- Никола Моро
- Даріо Візінгер
- Мадс Бех Серенсен
- Якоб Бруун Ларсен
- Вахід Фагір
- Карло Гольсе
- Густав Ісаксен
- Віктор Нельссон
- Еберечі Езе
- Кертіс Джонс
- Маттео Гендузі
- Жонатан Іконе
- Дайо Упамекано
- Йонатан Буркардт
- Бендегуз Болла
- Андраш Чонка
- Свейдн Арон Гудйонсен
- Джуліо Маджоре
- Томмазо Побега
- Джакомо Распадорі
- Свен Ботман
- Браян Броббі
- Дані де Віт
- Джастін Клюйверт
- Жота
- Діогу Кейрош
- Гонсалу Рамуш
- Фабіу Вієйра
- Андрей Чобану
- Александру Мецан
- Алекс Пашчану
- Чалов Федір Миколайович
- Денис Макаров
- Наїр Тікнізян
- Арсен Захарян
- Альоша Матко
- Хуан Міранда
- Гонсало Вільяр
- Кастріот Імері
- Дан Ндоє

1 автогол
- Сандро Куленович (проти Швейцарії)
- Джуліо Маджоре (проти Чехії)
- Нік Прелец (проти Чехії)
- Хорхе Куенка (проти Португалії)

## Нагороди
По завершенню турніру були вручені такі нагороди:
- Найкращий футболіст турніру:  Фабіу Вієйра[40]
- Золотий бутс:  Лукас Нмеча[41]

### Символічна збірна
Після завершення турніру була обрана символічна збірна Технічними спостерігачами УЄФА 
| Позиція      | Гравець           |
| ------------ | ----------------- |
| Воротарі     | Андрей Влад       |
| Воротарі     | Марко Карнесеккі  |
| Воротарі     | Діогу Кошта       |
| Захисники    | Давід Раум        |
| Захисники    | Діогу Кейрош      |
| Захисники    | Ніко Шлоттербек   |
| Захисники    | Мадс Бех Серенсен |
| Захисники    | Перр Схюрс        |
| Захисники    | Віктор Нельссон   |
| Захисники    | Рідле Баку        |
| Захисники    | Хорхе Куенка      |
| Півзахисники | Фабіу Вієйра      |
| Півзахисники | Дані де Віт       |
| Півзахисники | Гонсало Вільяр    |
| Півзахисники | Вітінья           |
| Півзахисники | Ніклас Дорш       |
| Півзахисники | Денис Макаров     |
| Півзахисники | Арне Маєр         |
| Нападники    | Лука Іванушець    |
| Нападники    | Лукас Нмеча       |
| Нападники    | Якоб Бруун Ларсен |
| Нападники    | Дані Мота         |
| Нападники    | Хаві Пуадо        |

## Телетранслятори

### Європа
| Країна (регіон) | Телетранслятор                        |
| --------------- | ------------------------------------- |
| Австрія         | ORF                                   |
| Бельгія         | RTBF                                  |
| Болгарія        | BNT                                   |
| Хорватія        | HRT                                   |
| Чехія           | ČT                                    |
| Данія           | DR                                    |
| Франція         | France Télévisions                    |
| Угорщина        | MTV                                   |
| Ірландія        | Sky Sports                            |
| Велика Британія | Sky Sports                            |
| Італія          | RAI                                   |
| Німеччина       | ProSiebenSat.1                        |
| Нідерланди      | NOS (лише матчі Нідерландів та фінал) |
| Росія           | Матч ТВ                               |
| Португалія      | RTP                                   |
| Румунія         | TVR                                   |
| Словенія        | RTV Словенія                          |
| Іспанія         | Mediaset España                       |
| Швеція          | SVT                                   |
| Швейцарія       | SRG SSR                               |
| Туреччина       | TRT                                   |
| Україна         | UA: Перший                            |

### Інший світ
| Країна (регіон)   | Телетранслятор |
| ----------------- | -------------- |
| КНР               | Super Sports   |
| Індія             | Sony Six       |
| Японія            | WOWOW          |
| Латинська Америка | ESPN           |
| Середній Схід     | beIN Sports    |
| Північна Африка   | beIN Sports    |
| США               | ESPN, TUDN     |